# Chris Sommer
Chris Sommer (* 1992) ist ein schweizerisch-österreichischer Drehbuch- und Comedy-Autor. Bekanntheit erlangte er durch die Mitarbeit an der Late-Night-Show Neo Magazin Royale und als Moderator des Podcasts Drinnies.

## Leben und Werdegang
Sommer wuchs im schweizerischen Kanton Aargau auf. Er studierte in Lausanne sowie an der Hochschule Luzern, wo er 2019 seinen Master in Musikpädagogik mit Jazz-Profil abschloss. Er spielt Saxophon. Er arbeitete kurzzeitig als Museumswärter in einem Schloss. Bei einer Ausschreibung von Neo Magazin Royale schickte er Witze ein und kam so ins Autorenteam. Auch bei der Nachfolgesendung ZDF Magazin Royale schreibt er als Comedy-Autor am Drehbuch mit. Seit 2022 tritt er in Einspielern auf, bei denen er verschiedene Charaktere mit schweizerischem Akzent spielt. Diese heißen Christophorus Töppel, Peter-Stefan Thomas oder Chris I.M. Sommer. Darüber hinaus schreibt er für die Satirezeitschrift Titanic und arbeitete an Hazel Bruggers Stand-Up-Programm mit.

## Filmographie
- 2017: Deville Late Night, Drehbuchautor (25 Folgen)
- 2020: Bohemian Browser Ballet, Drehbuchautor (ZDF)
- 2019–2022: Kroymann, Drehbuchautor (ARD, 9 Folgen)
- seit 2021: ZDF Magazin Royale, Drehbuchautor (ZDF, 19 Folgen)
- 2021: Ich war Angela Merkel: Das Zahlemann Protokoll, Drehbuchautor (Fernsehfilm)
- 2022: Die Innenministerkonferenz, Drehbuchautor (Fernsehfilm)
- 2022–2023: ZDF Magazin Royale, Darsteller (ZDF, 5 Folgen)

## Podcast
Seit Dezember 2020 moderiert Sommer zusammen mit Giulia Becker Drinnies, einen wöchentlichen Podcast aus Perspektive von Introvertierten. Der Podcast gewann drei Mal den deutschen Podcastpreis.

## Privates
Chris Sommer lebt seit 2022 mit Giulia Becker zusammen im Kölner Umland.

## Auszeichnungen und Nominierungen
- 2020: Deutscher Fernsehpreis im Kroymann-Autorenteam als „Beste/r Autor/in Unterhaltung“
- 2021: Grimme-Preis Nominierung im Kroymann-Autorenteam in der Kategorie „Unterhaltung“[7]
- 2021: Deutscher Podcastpreis „Bestes Talk-Team“ mit Giulia Becker[8]
- 2022: Deutscher Podcastpreis „Bestes Talk-Team“ & „Bester Independent Podcast“ mit Giulia Becker[9]